# Muhàmmad Azam Xah
Abu'l Faaiz Qutb-ud-Din Muhammad Azam (28 de juny de 1653 - 8 de juny de 1707), conegut com a Muhàmmad Azam Xah o Axam Xah, va ser l'emperador mogol entre des del 14 de març de 1707 fins a la seva mort el 8 de juny del mateix any.
Era el fill gran del sisè emperador mogol, Aurangzeb "Alamgir" i l'emperadriu consort Dilras Banu Begum. El 12 d'agost de 1681 fou proclamat hereu del seu pare, i va servir com a virrei de Suba de Berar, Malwa, Bengala, Gujarat i Dècan, entre d'altres. A la mort del seu pare va ascendir al tron imperial d'Ahmednagar.
Azam Xah i els seus tres fills van ser derrotats i morts pel seu germanastre rebel, el príncep Xah Alam (posteriorment coronat amb el nom de Bahadur Xah I) a la batalla de Jajau.